# Édifice Honoré-Mercier
L'édifice Honoré-Mercier est l'édifice abritant le bureau du premier ministre du Québec et le Conseil exécutif du Québec. Situé sur le boulevard René-Lévesque à Québec, l'immeuble est érigé entre 1922 et 1925 dans un style Beaux-Arts selon les plans de l’architecte Raoul Chênevert.

## Description

### Architecture

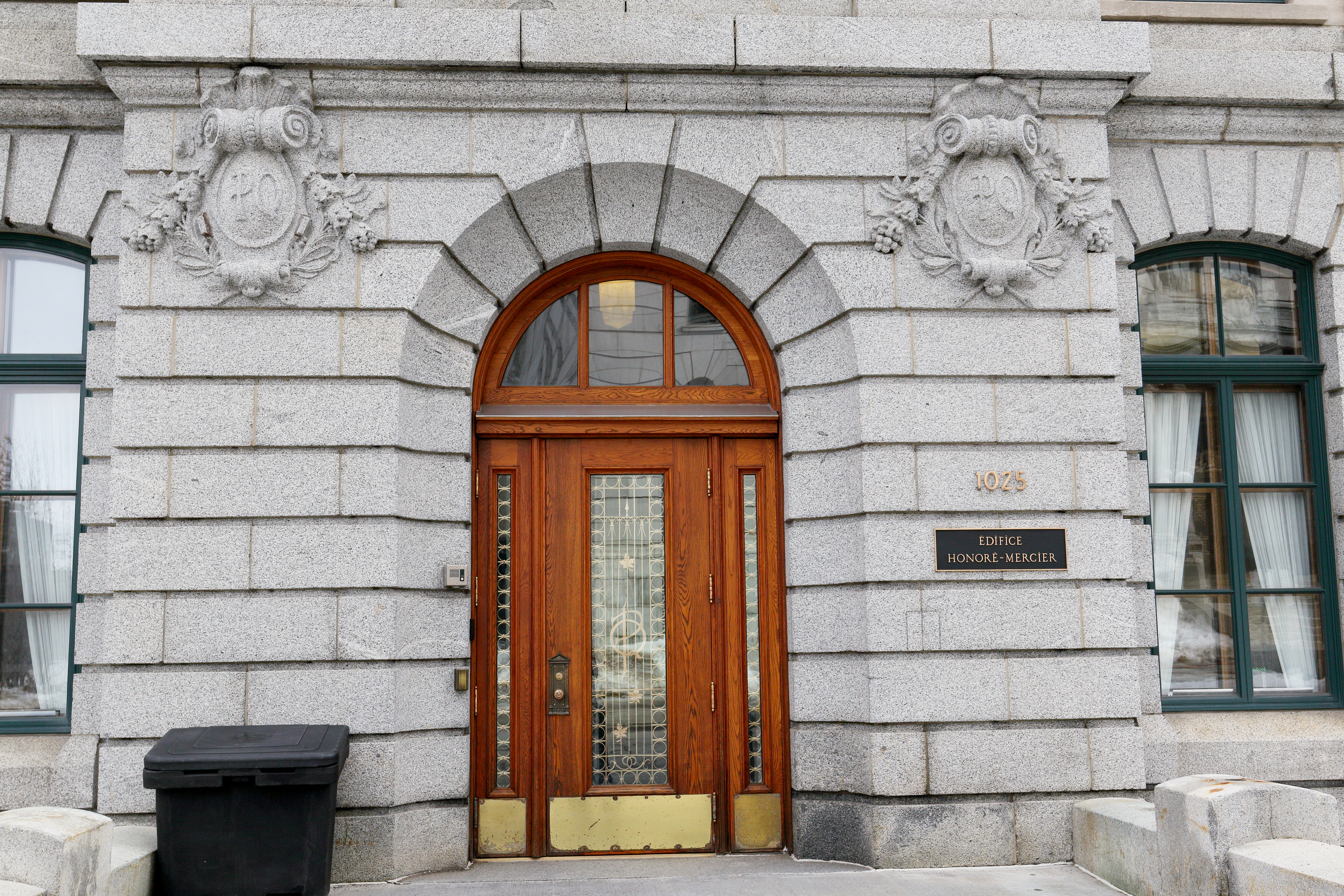
Entrée de la rue des Parlementaires.

L'immeuble de quatre étages a un plan rectangulaire avec une longueur de 90 mètres pour seulement 15 mètres de large. Son revêtement est en pierre de taille de Saint-Marc-des-Carrières et de Rivière-à-Pierre. Il possède un toit plat ceinturé d'une balustrade. Ses façades ornées de pilastres ont des ressauts aux deux extrémités et au centre. Il est relié par une passerelle à l'édifice Pamphile-Le May, immédiatement au sud.
À l'intérieur, on retrouve un hall central surplombé d'un puits de lumière. On retrouve dans le décor des « plafonds moulurés, des colonnades et des agencements de marbres de différentes teintes et couleurs ».

### Bureau du premier ministre
Il est situé au troisième étage. L'ameublement du bureau, cadeau d'anniversaire fait au premier ministre Maurice Duplessis par son parti, est fabriqué en 1958 par la maison E.‑A. Rousseau. 
Depuis 1967, le premier ministre dispose également d'un bureau officiel à Montréal. Jusqu'en 2003, il est situé au 12e étage de l'édifice Jean-Lesage. Depuis, il se trouve au 4e étage d'un édifice commercial du centre-ville, le 2001 avenue McGill College.

## Histoire
Il est construit dans les années 1920 pour répondre à l'accroissement des effectifs du gouvernement québécois. Il est d'abord désigné « Aile Nord » puis rebaptisé « Édifice C ». Ce n'est que le 13 août 1980 qu'il est nommé en l'honneur du premier ministre Honoré Mercier.
Il loge initialement différents départements du gouvernement, comme le Trésor, le procureur général et le secrétariat provincial. Il est ensuite principalement occupé par le ministère des Finances jusqu'au déménagement de ce dernier dans l'édifice Gérard-D.-Levesque en 1987. L'édifice est alors rénové et devient la propriété de l'Assemblée nationale.
Le bureau du premier ministre y est également situé jusqu'en 1972, année où il est transféré à l'édifice Jean-Talon. Il est cependant réinstallé à l'édifice Honoré-Mercier en 2002 à la suite de l'acquisition du bâtiment par la Société québécoise des infrastructures et l'installation du Conseil exécutif du Québec dans l'immeuble.